# Sbarro Filipinetti
La Sbarro Filipinetti è un'autovettura realizzata dal designer Franco Sbarro nel 1965.

## Sviluppo
La vettura venne costruita dal designer svizzero su commissione della famiglia Filipinetti, con la quale Sbarro collaborava come ingegnere capo del loro team automobilistico.

## Tecnica
La Filipinetti era ispirata nel design alla Volkswagen Karman Ghia ed impiegava come propulsore un Volkswagen 1600 cc. Grazie al peso di 800 kg, la vettura aveva una velocità massima di 160 km/h. Gli interni furono realizzati impiegando componenti in pelle e in legno pregiato.